# Evandro (football, 1974)
Pour les articles homonymes, voir Evandro.
Evandro Carlos Escardalete, dit Evandro, est un footballeur brésilien né le 12 février 1974 à São Paulo. Il évolue au poste d'attaquant.

Il est le meilleur buteur de l’histoire du Rio Ave FC.

## Biographie
Evandro commence sa carrière au Brésil. Il joue dans différents clubs brésiliens, notamment le Criciúma Esporte Clube et l'ABC Futebol Clube.
Lors de l'année 2000, il s'expatrie au Portugal, et signe en faveur du Rio Ave.
Evandro réalise sa meilleure performance avec le Rio Ave lors de la saison 2003-2004 : il inscrit en effet 15 buts en 1re division portugaise, avec en particulier un doublé contre le Sporting Portugal.

## Carrière
- 1992-1995 : EC Taubaté  Brésil
- 1996 : Londrina EC  Brésil
- 1996-1997 : Criciúma EC  Brésil
- 1997 : Mirassol FC  Brésil
- 1998 : União Bandeirante FC  Brésil
- 1998-2000 : ABC FC  Brésil
- 2000-2010 : Rio Ave  Portugal
- 2010 : CA Guaçuano  Brésil[1],[2]

## Statistiques
À l'issue de la saison 2009-2010
- 122 matchs et 25 buts en Liga Sagres (1re division portugaise)
- 146 matchs et 50 buts en Liga Vitalis (2e division portugaise)